# Karol Homolacs

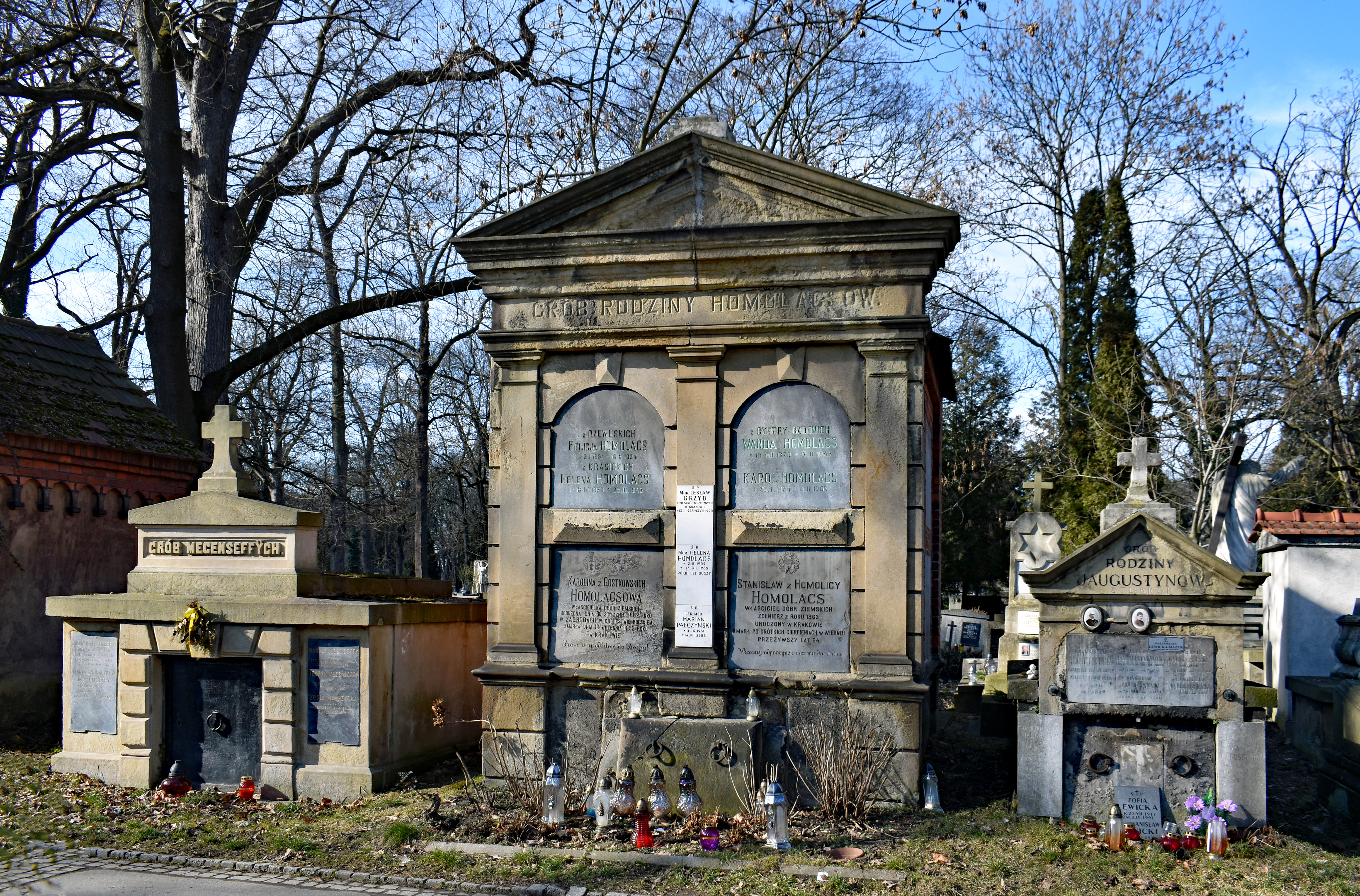
Cmentarz Rakowicki.
Grobowiec Homolacsów.

Karol Homolacs (ur. 25 stycznia 1874 w Balicach, zm. 2 lutego 1962 w Krakowie) – polski malarz-symbolista, grafik, teoretyk sztuki, pedagog.

## Życiorys
Po ukończeniu gimnazjum w Krakowie studiował w 1892 roku malarstwo w École centrale w Paryżu, w latach 1893–1896 studiował na Wydziale Inżynierii Politechniki Lwowskiej, a w roku 1897 na Politechnice Wiedeńskiej. Następnie uczęszczał do szkół malarstwa: Heinricha Streblowa w Wiedniu (1898–1899), Académie Julian w Paryżu (1900–1904), Akademii Colarossiego w Paryżu (1904–1906) i szkoły Simona Holóssy′ego w Monachium. Od 1911 do 1933 roku pracował w Muzeum Techniczno-Przemysłowym w Krakowie.
Współzałożyciel Stowarzyszenia „Warsztaty Krakowskie” (1913), członek założyciel stowarzyszenia „Polski Przemysł Artystyczny” (1921). Zajmował się głównie sztuką dekoracyjną, projektował m.in. tkaniny, meble (zachowane wyposażenie biblioteki ASP w dawnym gmachu Muzeum Techniczno-Przemysłowego), przedmioty z metalu, oprawy książek, ekslibrisy; uprawiał malarstwo olejne. Zasłużony zwłaszcza w dziedzinie upowszechniania rzemiosła artystycznego i w pracy pedagogicznej.
Wykładał na kursach muzealnych dla rzemieślników (1911). Podczas I wojny światowej zesłany w głąb Rosji nauczał w latach 1914–1918 m.in. w moskiewskiej szkole rysunku Hulikowskiej. Po powrocie do Krakowa uczył w Wolnej Szkole Malarstwa i Rysunku Ludwiki Mehoffer (od 1919 roku), w latach 1921–1939 był profesorem Państwowej Szkoły Sztuk Zdobniczych i Przemysłu Artystycznego w Krakowie.
Autor podręczników: Podręcznik do ćwiczeń zdobniczych (1924), Podręcznik do introligatorskiego zdobnictwa stemplowego z uwzględnienie innych technik swobodnych jak: haft, ścienne malarstwo patronowe itp. (1927), Budowa ornamentu i harmonia barw (1930), Zasady kształtowania formy w sztuce plastycznej (1933), Rękodzielnictwo jako sztuka. Szkic historyczny (1948), Kolorystyka malarska (1960). Autor kilku bajek, m.in. Bajka o Kosturku, Azie i Burku (wyd. 1. 1912, wyd. 2. 1945), Wigilia Wojtusia. Bajka (wyd. 1. 1935, wyd. 2. 1945).
Karol Homolacs zmarł w Krakowie, pochowany został na cmentarzu Rakowickim, kw. AD, rząd wschodni.

## Ordery i odznaczenia
- Złoty Krzyż Zasługi – 10 listopada 1938 „za zasługi na polu sztuki”[4]